# Nokia 5500 Sport
Nokia 5500 Sport — смартфон, продолжение линейки пыле-влагозащищённых аппаратов компании Nokia. Существует в двух версиях: «Sport» и «Sport Music Edition». Nokia 5500 — первый аппарат Nokia с синтезатором речи и акселерометром.

## Nokia 5500 Sport Music / XpressMusic
Nokia 5500 Sport Music либо XpressMusic (название в зависимости от рынка) отличается красной расцветкой и комплектом поставки: карта памяти (512 МБ), велосипедный держатель, плечевая сумка.

## Характеристики
- Стандарты: GSM/EDGE 900/1800/1900
- Экран: TFT, 262144 цветов, 208 x 208 пикселей
- Беспроводные интерфейсы: Bluetooth ver. 2 , ИК-порт, EDGE class 10.
- Проводное подключение: USB ver. 2.0
- Фото/Видеокамера: 2 Мпикс с 4-кратным зумом и возможностью записи видеороликов
- Мультимедиа: FM-Радио, MP3-плеер
- Память: 8 МБ встроенной динамически распределяемой памяти
- Процессор: 235 МГц
- Оперативная память: 32 МБ
- Слоты расширения: MicroSD (до 2ГБ) в комплекте поставки — 64 МБ
- Операционная система: Symbian (v9.1)
- Батарея: Съемный литий-ионный аккумулятор емкостью 760 мАч
- Время работы при разговоре: 4 ч
- Время автономной работы: от 3 до 12 дней
- Дополнительно: Text to Speech, фитнес-тест, шагомер, материал: нержавеющая сталь и пластик (пылевлагозащищенный прорезиненный корпус)